# Синчхон
Синчхо́н (кор. 신천군?, 信川郡?) — уезд в Корейской Народно-Демократической Республике, входящий в состав провинции Хванхэ-Намдо и лежащий в её центральной части.

## География
Административный центр — город Синчхон. Севернее уезда Синчхон находится уезд Анак, западнее от него — уезды Самчхон и Тхэтхан, на юге и юго-востоке он граничит с уездами Пёксон и Синвон, на востоке с уездом Чэрён. Большую часть территории Синчхона занимает плоскогорье, лишь его восточная граница гористая. Наивысшая точка — гора Чхонбонсан высотой в 627 метров.
Через уезд и город Синчхон проходит Хванхэская железная дорога (117 километров).
На территории уезда находится старинный буддийский храм Чахиеса, построенный в 1592 году.

## История
Территория Синчхона вошла в состав корейского государства в эпоху Корё (948—1392). Своё нынешнее название получил при династии Чосон в 1413 году. Во время Корейской войны 1950—1953 годов на территории уезда американскими и южно-корейскими войсками была устроена среди мирного населения т. н. «Синчхонская резня», жертвами которой пали более 35 тысяч человек — в то время четверть населения уезда. Этим событиям посвящён Синчхонский музей военных зверств американцев.
В своём нынешнем виде уезд Синчхон был образован в 1952 году.